# Hanté par ses ex
Pour plus de détails, voir Fiche technique et Distribution.
Hanté par ses ex (Ghosts of Girlfriends Past) est un film américain réalisé par Mark Waters, sorti en 2009. Le film reprend le concept d'Un chant de Noël de Charles Dickens en modifiant la motivation du personnage afin de lui donner une facette romantique.

## Synopsis
Connor Mead est photographe de people. Fermement persuadé que l'amour est une utopie, la nourriture des faibles, il n'a pas son pareil pour enchainer les conquêtes féminines et ainsi satisfaire son égo. La seule femme qu'il ait réellement aimée est son premier amour Jenny, une de ses amies d'enfance qui semble résister à sa tentative de saboter le mariage de son frère. Un soir, Connor reçoit la visite du fantôme de son oncle Wayne. Ce dernier lui annonce que trois fantômes viendront le voir.

## Fiche technique
Sauf indication contraire, les informations mentionnées dans cette section peuvent être confirmées par les bases de données cinématographiques IMDb et Allociné,  présentes dans la section « Liens externes ».
- Titre : Hanté par ses ex
- Titre original : Ghosts of Girlfriends Past
- Réalisation : Mark Waters
- Scénario : Jon Lucas et Scott Moore (en)
- Direction artistique : Maria L. Baker
- Musique : Rolfe Kent
- Décors : Cary White
- Costumes : Denise Wingate
- Photographie : Daryn Okada
- Son : Danny Michael
- Montage : Bruce Green
- Production : Brad Epstein et Jonathan Shestack
  - Coproduction : Ginny Brewer
  - Production déléguée : Samuel J. Brown, Jessica Tuchinsky et Marcus Viscidi
- Sociétés de production : New Line Cinema et Panther
- Distribution : 
  - États-Unis : New Line Cinema
  - France : Metropolitan Filmexport
- Budget :
- Pays :  États-Unis
- Format : Couleur - Son : Dolby Digital, DTS - 2,35:1 - 35mm
- Genre : Comédie romantique
- Durée : 95 minutes
- Lieu de tournage : Boston,  Massachusetts
- Dates de sortie : 
  - États-Unis : 1er mai 2009
  - France : 17 juin 2009
  - Belgique : 1er juillet 2009
- Interdictions : PG-13 aux États-Unis[1]

## Distribution
- Matthew McConaughey (VF : Bruno Choël ; VQ : Daniel Picard) : Connor Mead
- Jennifer Garner (VF : Laura Blanc ; VQ : Aline Pinsonneault) : Jenny Perotti
- Michael Douglas (VF : Patrick Floersheim ; VQ : Marc Bellier) : oncle Wayne
- Breckin Meyer (VF : Damien Ferrette ; VQ : Louis-Philippe Dandenault) : Paul Mead
- Lacey Chabert (VF : Nathalie Karsenti ; VQ : Émilie Bibeau) : Sandra Volkom
- Robert Forster (VF : Philippe Catoire ; VQ : Jean-Marie Moncelet) : le sergent Volkom
- Anne Archer : Vonda Volkom
- Emma Stone (VF : Sophie Riffont ; VQ : Pascale Montreuil) : Allison Vandermeersh
- Daniel Sunjata (VQ : Patrice Dubois) : Brad Frye
- Noureen DeWulf (VF : Edwige Lemoine ; VQ : Ariane-Li Simard-Côté) : Melanie
- Rachel Boston (VF : Josy Bernard ; VQ : Rose-Maïté Erkoreka) : Deena, une demoiselle d'honneur
- Camille Guaty (VF : Céline Ronté ; VQ : Mélanie Laberge) : Donna, une demoiselle d'honneur
- Amanda Walsh (VQ : Catherine Proulx-Lemay) : Denice, une demoiselle d'honneur
- Emily Foxler : Nadja
- Catherine Haena Kim : Charlece
- Noa Tishby (VF : Caroline Victoria) : Kiki
- Paul Cassell (VF : Tristan Petitgirard) : Jeff
- Sam Byrne : Pete Hastings
- Micah Sherman : le garçon d'honneur no 1
- Albert M. Chan : le garçon d'honneur no 2
- Michael Anastasia (VF : Jerome Wiggins) : le garçon d'honneur no 3
- Devin Brochu (VQ : Nicolas Bacon) : Connor, jeune
- Logan Miller : Connor, adolescent
- Christa B. Allen : Jenny, adolescente
- Tom Kemp (VF : Richard Leroussel) : le pasteur du mariage (dans le rêve de Connor)
- Christina Milian (VF : Barbara Beretta) : Kalia (non créditée)

 Source et légende : version française (VF) sur RS Doublage et selon le carton du doublage français sur le DVD zone 2.

## Autour du film
- Le tournage du film était prévu en 2003, avec Ben Affleck dans le rôle de Connor Mead. Mais pour un problème budgétaire, celui-ci fut annulé[4].
- Ce film est la sixième collaboration entre le réalisateur Mark Waters et le chef décorateur Cary White[4].